# European Services Forum
Het European Services Forum (ESF) is een netwerk van vertegenwoordigers van de Europese dienstensector die actief de liberalisering van de internationale handel in diensten promoten. Het Forum werd in april 1999 opgericht om aanbevelingen te formuleren aan de Europese Commissie bij de GATS onderhandelingen binnen de Wereldhandelsorganisatie (WTO). Sedert 2012 ondersteunt het Forum de onderhandelingen over het Trade in Services Agreement (TISA).

## Leden
De dienstensector omvat een groot aantal categorieën. De belangrijkste zijn de verzekeringen, banken en financiële dienstverlening wereld, telecommunicatie en 
werkgeversorganisaties.

### Verzekeringen
- Lloyd's of London (Groot-Brittannië) (markt voor verzekeringen)
- Zurich Insurance Group (Zwitserland)
- Insurance Europe (Comité Européen des Assurances, CEA) (koepelorganisatie)
- Bureau international des producteurs d'assurances et de réassurances (koepelorganisatie, BIPAR)

### Financiële dienstverlening
- Commerzbank AG (Duitsland)
- Deutsche Bank (Duitsland)
- Goldman Sachs (United States)
- Royal Bank of Scotland (RBS) (Groot-Brittannië)
- Standard Chartered (Groot-Brittannië)
- International Financial Services London (IFSL) (Groot-Brittannië)
- European Banking Federation (EBF)
- European Association of Co-operative Banks (EACB)
- European Savings Banks Group (ESBG)

### Telecommunicatie
- British Telecommunications plc (Groot-Brittannië)
- Deutsche Telekom AG (Duitsland)
- France Télécom, nu Orange S.A. (Frankrijk)
- Telefónica (Spanje)
- Telenor Group (Noorwegen)
- European Public Telecommunication Network Operators' Association  (ETNO)
- European Satellite Operators Association (ESOA)

### Werkgeversorganisaties
Meer dan 30 nationale werkgeversorganisaties zijn aangesloten, en onder meer: 
- BUSINESSEUROPE, Europese vereniging van bedrijven en werkgevers
- Confederation of Danish Industries (DI) (Denemarken)
- Confederation of Finnish Industries (EK) (Finland)
- Irish Business and Employers Confederation (IBEC) (Ierland)
- Mouvement des Entreprises de France (MEDEF) (Frankrijk)
- Confederation of Swedish Enterprise (Zweden)